# Sjęgniewa
Sjęgniewa – żeński odpowiednik staropolskiego imienia Sjęgniew, złożonego z członu Sję- (s-jąć – "wziąć, chwycić, trzymać"), oraz członu -gniew- ("gniew"). Może oznaczać "tę, która ujarzmia swój gniew".